# Lijst van rijksmonumenten in Huijbergen
De plaats Huijbergen telt 10 inschrijvingen in het rijksmonumentenregister. Hieronder een overzicht.
| Object                    | Oorspronkelijke functie?  | Bouwjaar                                       | Architect | Locatie             | Coördinaten?                  | Nr.?   | Afbeelding                |
| ------------------------- | ------------------------- | ---------------------------------------------- | --------- | ------------------- | ----------------------------- | ------ | ------------------------- |
| Johanna                   | Industrie- en poldermolen | 1862                                           |           | Bergsestraat bij 25 | 51° 26' 9" NB, 4° 22' 25" OL  | 22877  | Meer afbeeldingen         |
| Staartse Hoeve            | Boerderij                 | midden 17e eeuw (boerderij) 19e eeuw (bakhuis) |           | Staartsestraat 45   | 51° 25' 46" NB, 4° 23' 12" OL | 22878  | Staartse Hoeve            |
| Langgevelboerderij        | Boerderij                 | laatste kwart 19e eeuw                         |           | Bergsestraat 54     | 51° 26' 10" NB, 4° 22' 29" OL | 516678 | Upload foto               |
| Schuur                    | Boerderij                 | laatste kwart 19e eeuw                         |           | Bergsestraat bij 54 | 51° 26' 10" NB, 4° 22' 29" OL | 516679 | Upload foto               |
| Voormalige brouwerswoning | Woonhuis                  | ca. 1890                                       |           | Dorpsstraat 5       | 51° 26' 39" NB, 4° 23' 29" OL | 516681 | Voormalige brouwerswoning |
| Paardenstal               | Boerderij                 | ca. 1900                                       |           | Dorpsstraat bij 3   | 51° 25' 59" NB, 4° 22' 39" OL | 516682 | Upload foto               |
| Langgevelboerderij        | Boerderij                 | ca. 1875                                       |           | Vijverstraat 6      | 51° 25' 53" NB, 4° 23' 28" OL | 516684 | Upload foto               |
| Bakhuis                   | Boerderij                 | ca. 1875                                       |           | Vijverstraat bij 6  | 51° 25' 53" NB, 4° 23' 28" OL | 516685 | Upload foto               |
| Put                       | Boerderij                 | ca. 1875                                       |           | Vijverstraat bij 6  | 51° 25' 53" NB, 4° 23' 28" OL | 525642 | Upload foto               |
| De Lindehoeve             | Boerderij                 | ca. 1860                                       |           | Schoeliebergseweg 6 | 51° 26' 29" NB, 4° 23' 27" OL | 516687 | De Lindehoeve             |